# Cultura de los Estados Federados de Micronesia

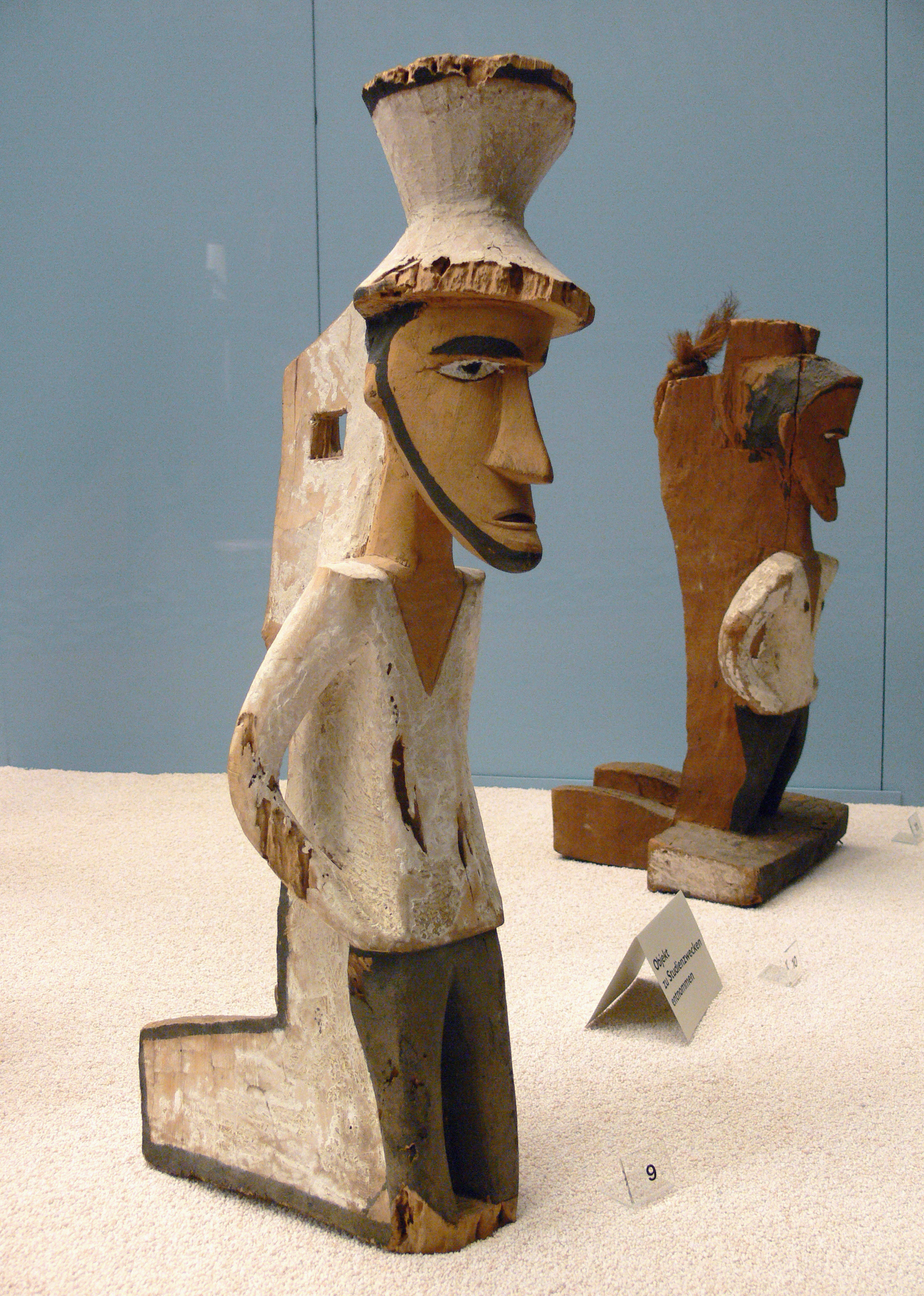
Estatua de una matrose, como parte de un gancho de ventana; madera, cuerda; Yap, Islas Carolinas; Departamento de los Mares del Sur, Museo Etnológico, Berlín, Alemania (colección Grösser, 1897/1898).

La cultura en los Estados Federados de Micronesia es a la vez similar a la de países cercanos, pero presenta peculiaridades incluso dentro de los cuatro Estados que componen el país. 

## Clanes y familias
Uno de los rasgos culturales comunes son los sistemas de clanes, generalmente matriarcales. Estos clanes pueden incluso extenderse a más de una isla del país, creando un sistema de relaciones complejo. Otro rasgo común de la cultura micronesia es la importancia de las familias extensas tradicionales, donde los hogares incluyen a los padres, abuelos, hijos, primos e incluso parientes más lejanos.

## Música
La danza y la música forman una parte importante de la cultura del país. Los bailes tradicionales incluyen el baile del palo, donde se danza a la vez que se simula una lucha con un palo, practicado en las islas de Yap, Chuuk y Pohnpei. Este baile se realiza por niños, hombre y mujeres a la vez, a diferencia de los bailes de pie, que se realizan por separado. Por otra parte, en las islas de Yap y Chuuk se realiza también el bailes sentados, principalmente por mujeres. Los habitantes de la isla de Yap son particularmente conocidos por su habilidad en los bailes tradicionales.
bailan con un tambor en la cabeza y cantan su himno nacional

## Piedras rai
La isla de Yap es famosa por su "dinero de piedra" conocido como piedras rai, unos grandes discos de caliza, de hasta 4 metros de diámetro y un gran agujero en el centro. Al ser de tan gran tamaño, en general no se cambia de sitio la piedra, sino lo que se traspasa es la propiedad. Hay cinco tipos principales: Mmbul, Gaw, Rai, Yar y Reng, esta última de tan sólo 0,3 metros de diámetro. Su valor se basa tanto en el tamaño como en su historia. La mayoría de ellas provienen de otras islas, ya que no hay calcita en Yap, algunas incluso tan lejanas como Nueva Guinea, aunque casi todas provienen de Palaos. Se calcula que hay unas 6500 monedas repartidas por toda la isla.